# هيلين كينات
هيلين كينات (3 فبراير 1931 - 18 مايو 2022) كانت ناشطة فرنسية مناهضة للاستعمار، كما كانت عضواً في شبكة جينسون لدعم جبهة التحرير الوطني الجزائرية. كانت من بين الهاربين من سجن لا روكيت [الإنجليزية] في 1961.

## السيرة الذاتية
ولدت هيلين كينات في عائلة من المعلمين في ستراسبورغ، فرنسا. قضت طفولتها في جنوب فرنسا في نيس ونيم وكان. تابعت تعليمها في العلوم الإنسانية في ليون. أصبحت هيلين كينات فيما بعد مدرسًا للأدب الفرنسي في باريس. في 1953، تزوجت من أندريه جيسلبريشت، وهو ألماني فرنسي وأكاديمي ومفكر شيوعي، وأنجبت منه ابنتهما ميشيل.

### المشاركة في شبكة جينسون ودعم جبهة التحرير الجزائرية
في 1954، انضمت هيلين كينات للحزب الشيوعي الفرنسي في خلية السوربون. ازداد إيمانها باستقلال الجزائر بعدما شهدت استخدام فرنسا للتعذيب أثناء ثورة التحرير الجزائرية. ثم تعرفت على فرانسيس جانسون.
شاركت بشكل فعال في شبكة جينسون، وقدمت الدعم اللوجستي لجبهة التحرير الوطني الجزائري. ألقي القبض عليها في 1960، وحصلت على لقب «النمرة» لمقاومتها أثناء غارة الشرطة. أثناء محاكمتها، بدأت إضرابًا عن الطعام مع عضوات أخريات في الشبكة من أجل الاعتراف بهن كسجينات سياسيات.

### الهروب من سجن لا روكيت
في 25 فبراير 1961 ، نجحت كينات في فرار من سجن لا روكيت في في باريس إلى جانب خمسة أعضاء آخرين في شبكة Jeanson: Michely Pouteau و Jacqueline Carré و Didar Fawzy-Rossano وزينة حرايق وفطيمة حمود. لقد قصوا قضبان السجن واستخدموا حبلًا مؤقتًا مصنوعًا من جوارب النايلون والخرق والأسلاك الكهربائية وخيط الغسيل.

### ما بعد استقلال الجزائر
بعد حصول الجزائر على استقلالها، عاشت هيلين كينات هناك لمدة عشر سنوات، مع نشطاء آخرين مناهضين للاستعمار والمعروفين باسم «الأقدام الحمراء». أقامت في البداية في بلدية الأبيار، ثم انتقلت لاحقًا إلى مدينة الجزائر. عملت في عنابة لصالح الشركة الوطنية للصلب. حصلت على الجنسية الجزائرية خلال هذه الفترة.
عادت كينات إلى فرنسا في عام 1976 وتابعت مهنة في التدريب المهني للبالغين في المعهد الوطني للفنون والحرف اليدوية حتى تقاعدها في عام 1986. ظهرت في العديد من الأفلام التي توثق المشاركة الفرنسية في نضال الاستقلال في الجزائر ، بما في ذلك «حاملو الحقائب» (بالفرنسية: Les Porteurs de Valises)‏ (1989) بقلم ميشيل هيرمانت و«إخوة الإخوة»(بالفرنسية:  Les Frères des Frères)‏ (1992) بقلم ريتشارد كوبانس.
في عام 2001 ، نشرت سيرتها الذاتية «الباب الخضر» (بالفرنسية: La Porte Verte)‏، والتي سمحت بتفصيل تجاربها، بما في ذلك سجنها.